# (709487) 2013 BL76
(709487) 2013 BL76 は、太陽系外縁天体に位置付けられる小惑星の1つ。2013年1月20日にレモン山スカイサーベイで発見され、その後2012年10月7日にパンスターズの撮影した写真にも写っていることが判明した。

## 軌道の性質
2013 BL76 の公転軌道は、小惑星というよりむしろ彗星に近い極端な楕円形である。発見当時は太陽系で最も軌道長半径と遠日点距離が大きな小惑星とされていたが、軌道が精査された結果、遠日点距離は2,000au未満、軌道長半径も1,000au未満であるとされている。
長大な軌道のため、公転周期は約30000年である。2012年10月23日に近日点を通過し、軌道パラメーターに変更がなければ、次回近日点を通過するのは32000年頃である。公転周期が4万年以上の小惑星は 2013 BL76 の他には 2005 VX3 しか知られていない。軌道傾斜角は98.6度とほぼ横倒しであり、わずかに90度を上回っていることから逆行小惑星に分類される。

## 物理的性質
2013 BL76 の絶対等級は10.8等級である。太陽系外縁天体の直径の推定に使われるアルベド0.09を代入すると、直径は約31kmという微小な天体である。
2013 BL76 は極端な楕円軌道であるため、近日点における表面温度は-179℃であるが、ほとんどは絶対零度に近い低温であり、遠日点では-268℃となる。